# Reichsdruckerei

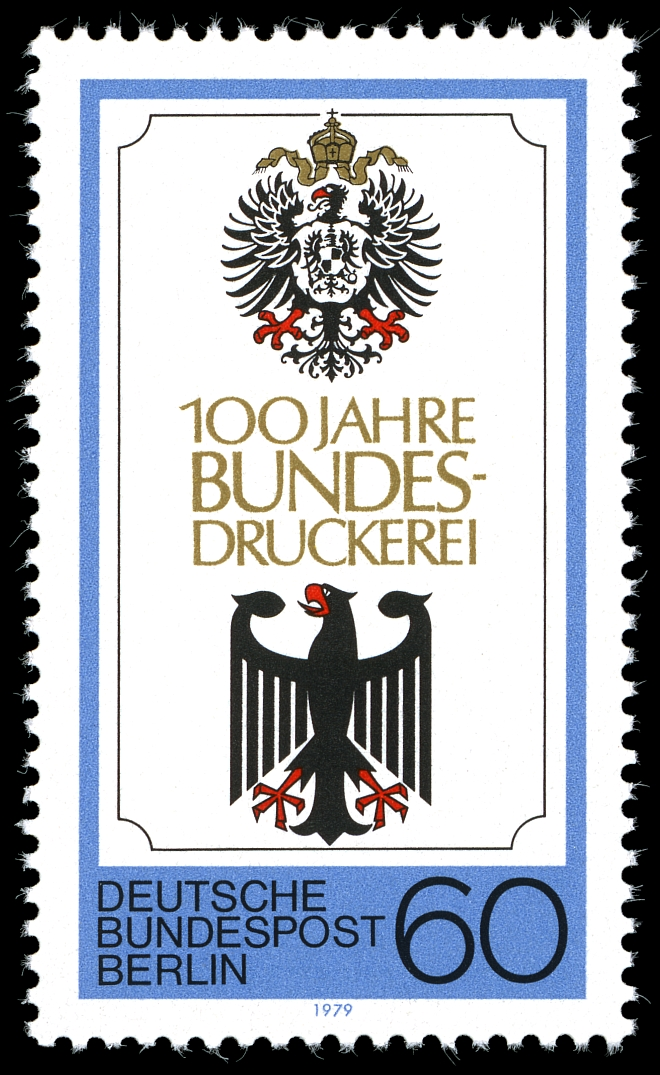
Berliner Briefmarke von 1979

Die Reichsdruckerei war eine unmittelbare deutsche Reichsanstalt in Berlin unter der obersten Leitung des Staatssekretärs des Reichspostamtes. Sie entstand am 1. April 1879 durch Vereinigung der 1852 gegründeten Königlich Preußischen Staatsdruckerei mit der Königlich Geheimen Oberhofbuchdruckerei von Decker. Der offizielle Gründungstag der Reichsdruckerei war der 6. Juli 1879. Als Standort wurden die Liegenschaften der früheren Preußischen Staatsdruckerei in der Oranienstraße im Ortsteil Kreuzberg genutzt, die in den Jahren 1879–1881 erweitert wurden nach Plänen des Architekten Carl Busse, der auch erster Direktor der Reichsdruckerei war.

## Aufgaben

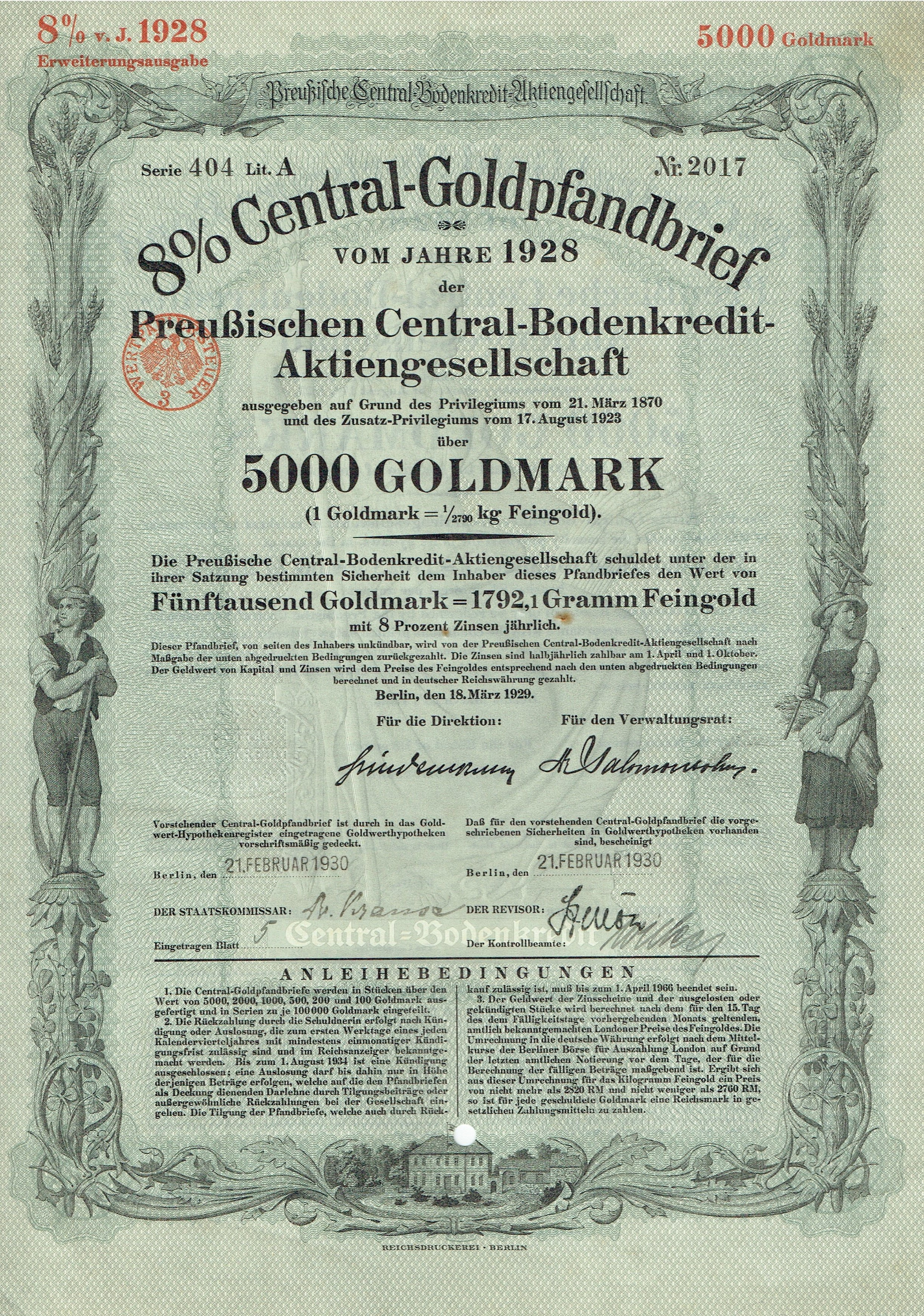
Die Reichsdruckerei erstellte z. B. diesen Goldpfandbrief der Preussischen Central-Bodenkredit-AG vom 18. März 1929

Die Reichsdruckerei war im Allgemeinen nur zu unmittelbaren Zwecken des Deutschen Reiches und der Bundesstaaten bestimmt, arbeitete aber auch für Kommunalbehörden, Korporationen und in bestimmten Fällen auch für Privatpersonen. Ihre Haupttätigkeit bestand in der Herstellung von Reichskassenscheinen, Reichsbanknoten, Schuldverschreibungen, Postwertzeichen, Wechselstempelzeichen und anderen Marken und geldwerten Papieren. Ferner druckte sie Verordnungsblätter und amtliche Werke (u. a. das Reichskursbuch und Patentschriften).

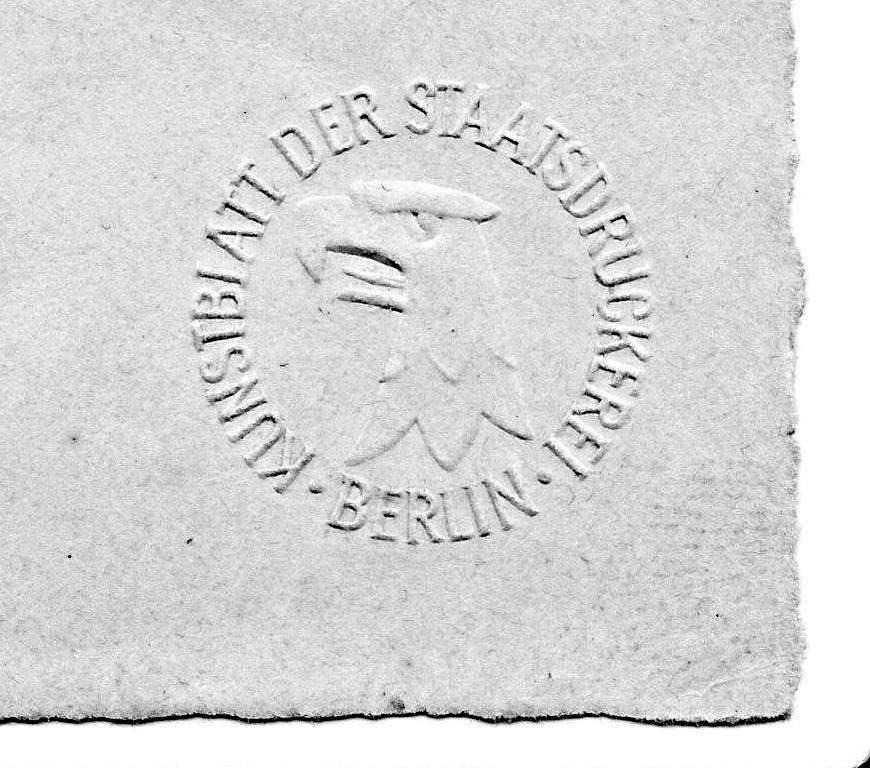
Blindstempel auf der Vorderseite eines Faksimiledrucks („Reichsdruck“) der Staatsdruckerei Berlin, 1949–1951

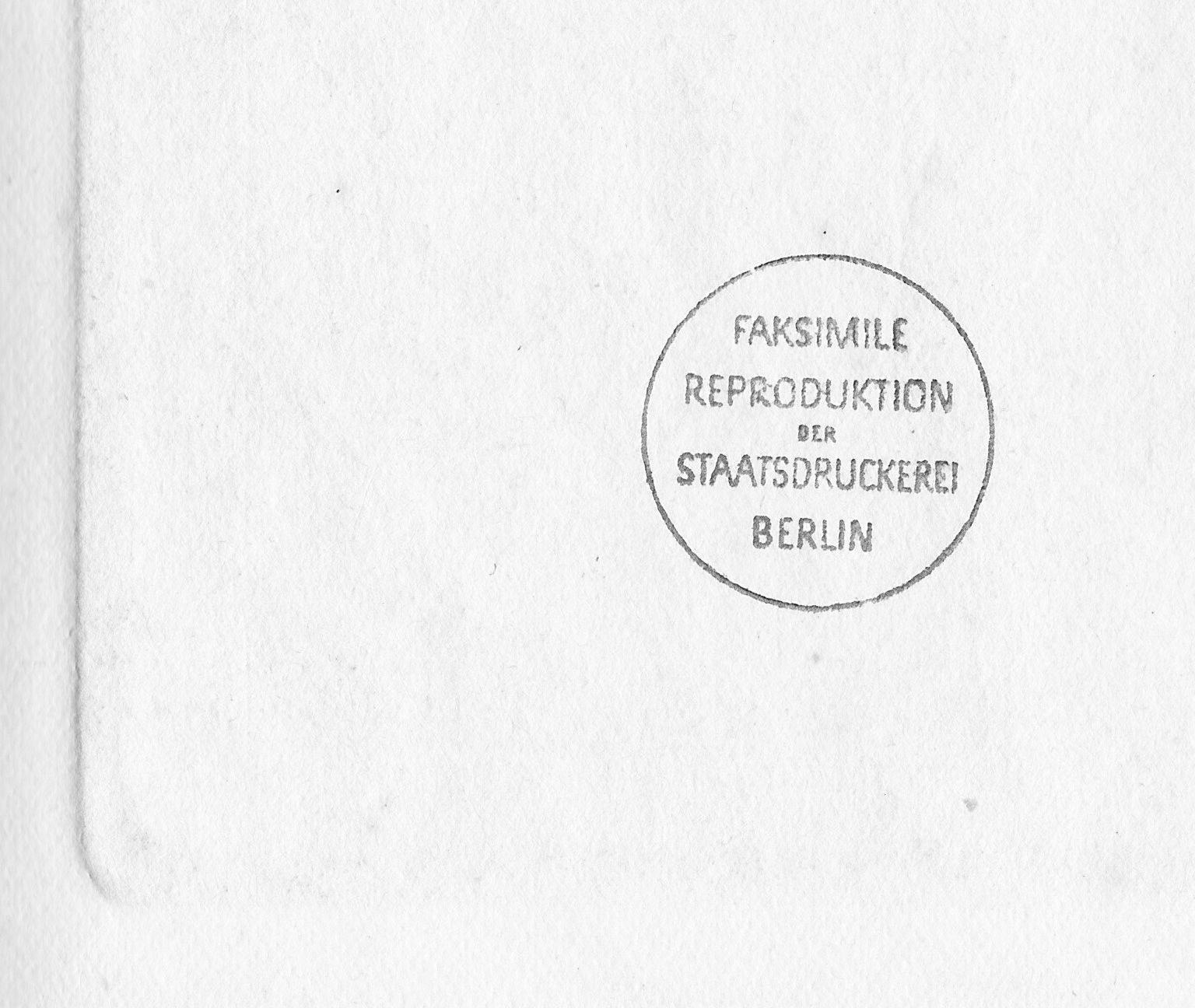
Rückseitige Kennzeichnung eines „Reichsdrucks“ der Staatsdruckerei Berlin auf einem Kupferstich, ca. 1950

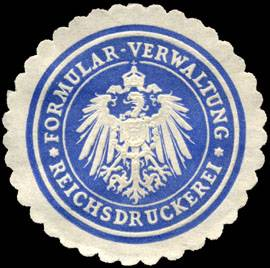
Siegelmarke der Reichsdruckerei

Für Privatverlage druckte sie bibliophile Werke und die als „Reichsdrucke“ bekannt gewordenen Wiedergaben von Grafiken und Gemälden alter Meister, meist als Kupferstiche. Wegen der täuschenden Ähnlichkeit dieser Drucke mit den entsprechenden Originalen wurden sie jeweils am rechten unteren Rand mit einem Blindstempel sowie mittig auf der Rückseite als Faksimile gekennzeichnet, um Verwechslungen vorzubeugen.
An der Spitze der Reichsdruckerei stand ein Direktor. Den technischen Betrieb leiteten zwei Betriebsinspektoren.
Die Aufgaben der Reichsdruckerei übernahm als Nachfolgeinstitution nach 1949 im Wesentlichen die Staatsdruckerei der Bundesrepublik Deutschland, aus der dann im Jahr 1951 die Bundesdruckerei entstand.

## Direktoren
- 1879–1896: Carl Busse
- 1896–1902: Ulrich Wendt
- (?)00000000Christian Karl Jacob Landbeck
- 1926–1933: Franz Helmberger (seit 1919 Leiter)
- 1933–?: 000Hans Hensel